# Байерс, Стив
Стив Байерс (англ. Steve Byers; род. 31 декабря 1979, Скарборо, Онтарио, Канада) — канадский актёр. Известен по роли Геракла в фильме «Война Богов: Бессмертные» (2011). Сыграл главную роль в первом сезоне телесериала «Слэшер» (2016).

## Биография и карьера
Родился и вырос в городе Скарборо, Канада. Обучался в Университете Западного Онтарио.
В начале актёрской карьеры Байерс снялся в двух фильмах Уве Болла — «Сердце Америки»  и «Дом мёртвых», а с 2006 по 2007 год играл роль Джейсона Таннера в канадском сериале «Фэклон Бич». В 2007, по окончании сериала, снялся в одной из главных ролей в фильме ужасов «Брошенный умирать». В 2011 он сыграл Геракла в голливудском кинофильме «Война Богов: Бессмертные». В 2013 он получает главную роль в фильме телеканала Hallmark «Catch a Christmas Star». В 2016 присоединился к основному актёрскому составу сериала «Слэшер».

## Личная жизнь
4 июня 2001 года женился на Дженнифер Стид, у пары двое детей.

## Фильмография
| Год       |    | Русское название                  | Оригинальное название                 | Роль                    |
| --------- | -- | --------------------------------- | ------------------------------------- | ----------------------- |
| 2000      | с  | Первая волна                      | First Wave                            | Медик                   |
| 2002      | ф  | Сердце Америки                    | Heart of America                      | Джефф                   |
| 2002      | тф | Кэрри                             | Carrie                                | Рой Эвартс              |
| 2003      | ф  | Дом мёртвых                       | House of the Dead                     | Мэтт                    |
| 2004      | с  | Джон Доу                          | John Doe                              | Тинейджер               |
| 2004      | с  | Мутанты Икс                       | Mutant X                              | Лео Пирс                |
| 2006—2007 | с  | Фэлкон Бич                        | Falcon Beach                          | Джейсон Таннер          |
| 2007      | тф | Двуликий убийца                   | My Daughter's Secret                  | Брент                   |
| 2007      | ф  | Брошенный умирать                 | Left for Dead                         | Джордан Сент-Клер       |
| 2009      | с  | C.S.I.: Место преступления Майами | CSI: Miami                            | Тайлер Марр             |
| 2010—2011 | с  | Тайны Смолвилля                   | Smallville                            | Десаад                  |
| 2011      | ф  | Война Богов: Бессмертные          | Immortals                             | Геракл                  |
| 2012      | ф  | Вспомнить всё                     | Total Recall                          | Hauser Cover Identities |
| 2012      | с  | Дерзкий Лос-Анджелес              | The L.A. Complex                      | Грей Сандерс            |
| 2012      | с  | Люди Альфа                        | Alphas                                | Джон Беннет             |
| 2013      | тф |                                   | Catch a Christmas Star                | Крис Маршалл            |
| 2014      | тф |                                   | Rocky Road                            | Рик Джонсон             |
| 2014      | с  | Лотерея                           | The Lottery                           | Люк                     |
| 2015      | ф  | В тисках                          | Gridlocked                            | Скотт Кэллоуэй          |
| 2015—2016 | с  | Человек в высоком замке           | The Man in the High Castle            | Лоуренс Клемм           |
| 2016      | с  | Слэшер                            | Slasher                               | Кэм Генри               |
| 2017      | ф  | Коматозники                       | Flatliners                            | Сэм                     |
| 2018—2019 | с  | Сумеречные охотники               | Shadowhunters: The Mortal Instruments | Андерхилл               |

## Видеоигры
| Год  | На русском языке           | Роль                                                            |
| ---- | -------------------------- | --------------------------------------------------------------- |
| 2014 | Assassin's Creed: Единство | захват движения (также озвучивал роль рейдера в DLC Dead Kings) |
| 2014 | Far Cry 4                  | захват движения                                                 |
| 2016 | Tom Clancy's The Division  | дополнительная озвучка                                          |
| 2018 | Far Cry 5                  | Ники Рай (озвучка)                                              |